# Osiedle Generała Prądzyńskiego
Osiedle Generała Prądzyńskiego (Śródmieście)  – osiedle w Augustowie w województwie podlaskim.

## Położenie
Osiedle Generała Prądzyńskiego jest położone ok. 0,5 km na południowy wschód od centrum miasta. Obejmuje obszar ograniczony ulicami: 3 Maja, Brzostowskiego, Chreptowicza, Wojska Polskiego, Kościelna, Skorupki, Hoża. Jest największym osiedlem bloków mieszkalnych w Augustowie, wybudowanych przez Spółdzielnię Mieszkaniową w Augustowie.
W ramach osiedla wyróżniane są mniejsze części:
- Śródmieście I (obręb ulic: 3 Maja, Brzostowskiego, Hoża, Licealna)
- Śródmieście II (obręb ulic: Brzostowskiego, Chreptowicza, część Mickiewicza, Osiedlowa)
- Śródmieście III (obręb ulic: Chreptowicza, Wojska Polskiego, Mickiewicza)

## Współczesność
Na osiedlu znajdują się placówki edukacyjne: Przedszkole nr 6, Zespół Szkół Samorządowych im. 1 Pułku Ułanów Krechowieckich (Szkoła Podstawowa nr 3, Gimnazjum nr 3), I Liceum Ogólnokształcące im. Grzegorza Piramowicza, Zespół Szkół Specjalnych.
Instytucje kulturalne na osiedlu to: Miejska Biblioteka Publiczna i Muzeum Ziemi Augustowskiej, wchodzące w skład Augustowskich Placówek Kultury, Osiedlowy Dom Kultury, kino „Iskra”.
W granicach osiedla położone są też urzędy: Urząd Miejski, Powiatowy Urząd Pracy, Urząd Gminy Augustów (wiejskiej).

## Historia
Osiedle zostało nazwane na cześć gen. Ignacego Prądzyńskiego, który był budowniczym Kanału Augustowskiego i w latach 20. XIX w. mieszkał w Augustowie. Powszechnie używana jest też nazwa Śródmieście.
W latach 70. XX w. wybudowano 26 bloków mieszkalnych osiedla Śródmieście I. W kolejnych latach powstało 67 budynków osiedla Śródmieście II (1980-1983) i Śródmieście III (1983-1993). Projektantem osiedla był inż. Jerzy Prochowski z „Inwestprojektu” Białystok. Według pierwotnych założeń powierzchnia osiedla miała wynieść ok. 35 ha. W latach 80. XX w. planowano wybudowanie osiedla Śródmieście IV w rejonie ul. Mazurskiej, jednak plan nie został zrealizowany.
W 1976 powstało na osiedlu Przedszkole nr 6, mieszczące się początkowo w blokach, a od 1984 we własnym budynku. W 1975 oddano do użytku siedzibę Liceum Ogólnokształcącego. Od lat 80. działa Osiedlowy Dom Kultury. W 1988 oddano do użytku gmach Szkoły Podstawowej nr 3. W 1992 zbudowano przy ul. Hożej siedzibę Miejskiej Biblioteki Publicznej i Muzeum Ziemi Augustowskiej. W 2001 utworzono Gimnazjum nr 3, mieszczące się przy Szkole Podstawowej nr 3, które utworzyły wspólnie Zespół Szkół Samorządowych.